# St. Lewis (Fox Harbour) Airport
St. Lewis (Fox Harbour) Airport är en flygplats i Kanada.   Den ligger i provinsen Newfoundland och Labrador, i den östra delen av landet, 1 600 km öster om huvudstaden Ottawa. St. Lewis (Fox Harbour) Airport ligger 21 meter över havet.